# Ereboporus naturaconservatus
Ereboporus naturaconservatus är en skalbaggsart som beskrevs av K. B. Miller, Gibson och Alarie 2009. Ereboporus naturaconservatus ingår i släktet Ereboporus och familjen dykare. Inga underarter finns listade i Catalogue of Life.